# Manuella Senecaut
Manuella Senecaut (Baudour, 26 juni 1972) is een Belgisch politica voor de Parti Socialiste (PS).

## Levensloop
Senacaut is licentiaat in rechten en werd beroepshalve advocate.
In de lokale politiek is ze actief als gemeenteraadslid in Jurbeke, een mandaat dat ze uitoefent sinds 2001. Sinds juni 2019 is ze eveneens provincieraadslid van Henegouwen.
Bij de wetgevende verkiezingen van 2010 stond ze op de zesde opvolgersplaats, maar ze kwam desalniettemin in 2013 in de Kamer van volksvertegenwoordigers als opvolgster van de overleden Patrick Moriau.
Voor de wetgevende verkiezingen van mei 2014 stond ze als tweede opvolgster op de PS-lijst voor het Waals Parlement, in het arrondissement Charleroi.